# Knutbühren
Knutbühren ist ein Dorf in Südniedersachsen und westlichster Stadtbezirk von Göttingen. Knutbühren bildet zusammen mit Groß Ellershausen und Hetjershausen eine Ortschaft im Sinne der Niedersächsischen Gemeindeordnung.

## Geographie

### Lage

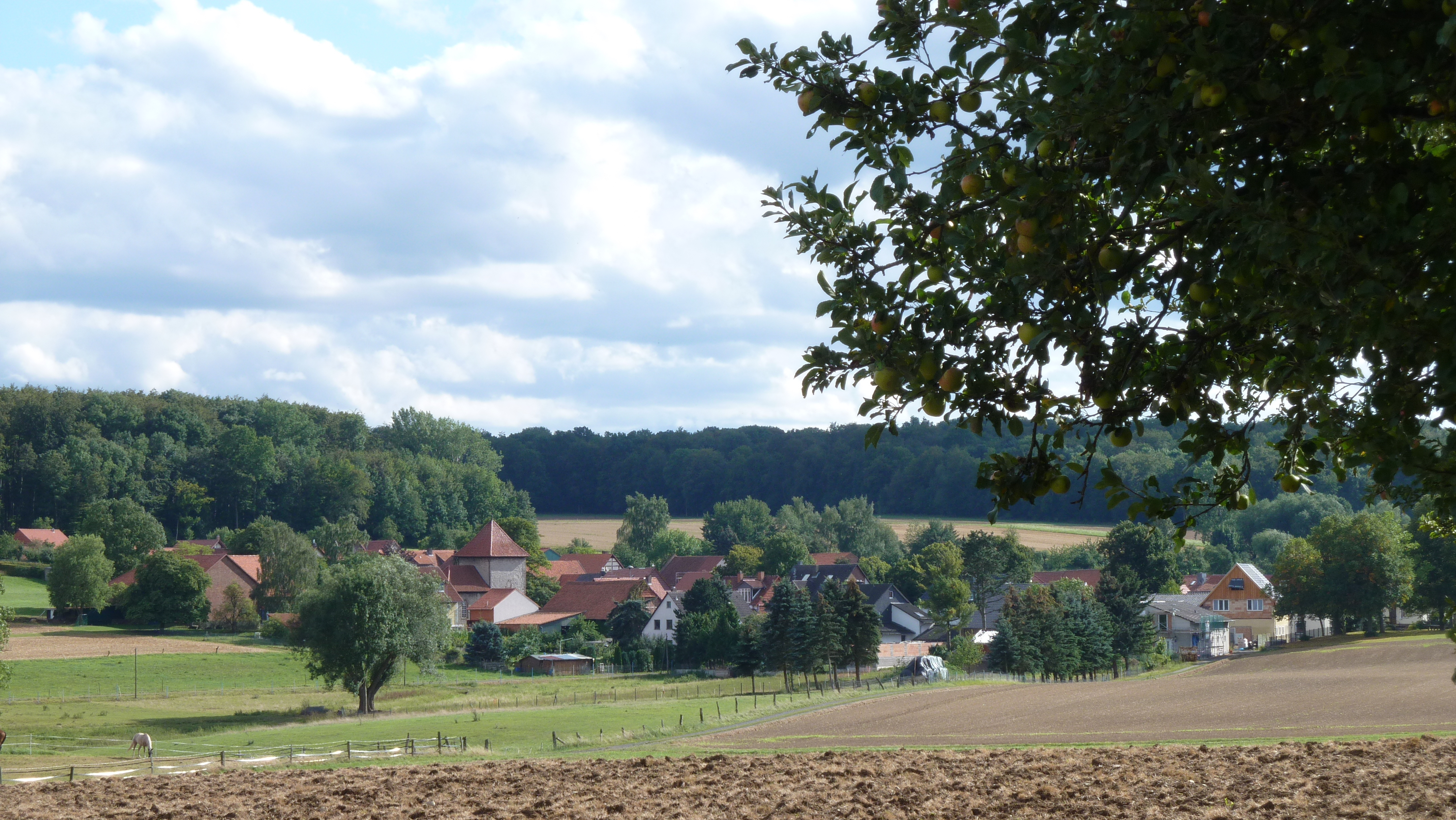
Ortsansicht von Nordosten

Knutbühren liegt im Leinebergland im nördlichen Teil der Dransfelder Hochflächen westlich des Göttinger Leinegrabens auf einer Höhe von 290 m ü. NN bis 315 m ü. NN in einer Geländemulde. Hier entspringt der Flötegraben, der anschließend nach Osten durch das Börltal in das Leinetal fließt und in Göttingen am Levinschen Park in die Grone mündet. Der bewaldete 363 m ü. NN hohe Knutberg fällt nach Nordosten zum Dorf sanft ab, auch nördlich des Ortes schließen sich bewaldete Hügel an. Das Dorf und die unmittelbar umgebenden Gärten sind auf allen Seiten vom Landschaftsschutzgebiet Leinetal umschlossen.

### Ortsstruktur
Knutbühren ist nach Deppoldshausen der zweitkleinste Ortsteil der Stadt Göttingen. Die Gemarkung umfasst eine Fläche von 397,55 Hektar, das entspricht 3,4 % der Grundfläche der gesamten Stadt. Die Grundrissstruktur des Ortes hat sich im Gegensatz zu den meisten anderen Orten der Umgebung seit dem 18. Jahrhundert nur wenig verändert. Im Ort sind auch in der Zeit nach dem Zweiten Weltkrieg keine Neubaugebiete angelegt worden. Die längste Straße im Dorf ist die in Nord-Süd-Richtung verlaufende Lindenallee, entlang derer sich schmale langgestreckte Grundstücke aneinanderreihen. Diese Parzellenstruktur entspricht in der Grundform noch der ursprünglichen Anlage eines Reihendorfes in der Rodungsperiode. Von der Lindenallee zweigen die kurze Ossenfelder Straße nach Westen und die noch kürzere Sackgasse Klostergasse nach Osten ab. Der ehemalige Tieplatz liegt am Nordende des Dorfes, die Kapelle im Osten an der Klostergasse.

## Geschichte
Die Ortschaft wurde vermutlich in der ersten Hälfte des 12. Jahrhunderts erstmals in einer Urkunde erwähnt. Da den Ortsnamen „Buren“ auch das nur etwa 11 km entfernte Bühren trug, ist die Zuordnung vieler Urkunden jedoch nicht sicher und kann nur aufgrund von Besitzkontinuitäten erschlossen werden. Zur Unterscheidung wurde Knutbühren auch als „Luttekenburen“ (kleines Bühren, 1380) oder „Alten Buern“ (1566) bezeichnet, 1399 erstmals als „Knutbüren“. Ab 1448 zählte Knutbühren zum einstigen Amt Harste, welches zum 1. Juli 1823 aufgelöst wurde. Der Ort fiel, neben weiteren Dörfern des ehemaligen Amtes, zum 1743 entstandenen Amtsbezirk des Gerichts Leineberg. Am 1. Januar 1973 wurde der Ort in die Stadt Göttingen eingemeindet. Er ist weiterhin von der Landwirtschaft geprägt. Ende 2018 hatten hier 162 Personen ihren Hauptwohnsitz.

## Politik
Knutbühren hat zusammen mit den Göttinger Stadtbezirken Hetjershausen und Groß Ellershausen einen Ortsrat, der neun Mitglieder umfasst. Seit der Kommunalwahl 2021 ist dieser wie folgt besetzt:
| Ortsrat 2021Insgesamt 9 Sitze - SPD: 4 - Grüne: 1 - CDU: 4 |

## Religion

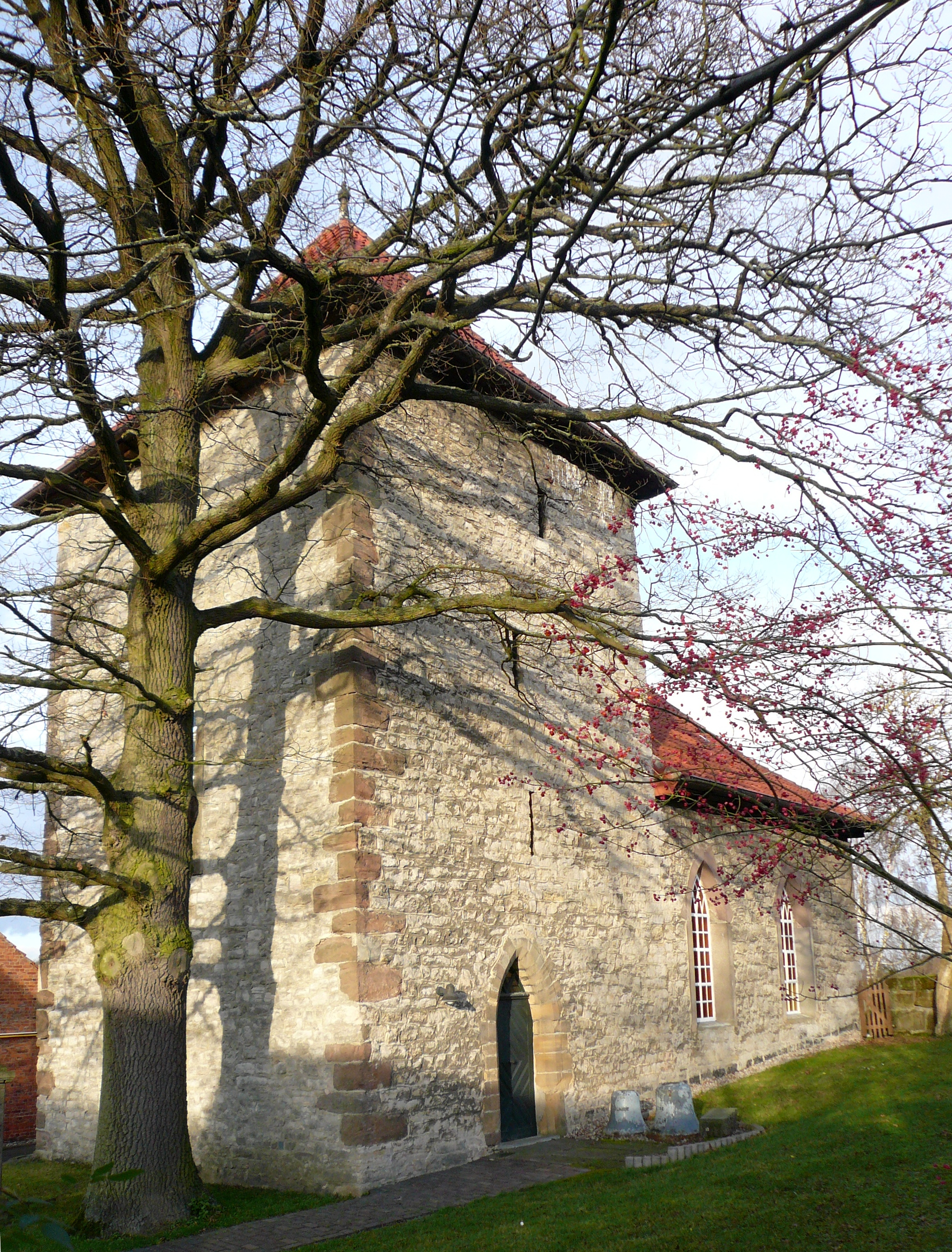
Kapellengebäude

In Knutbühren bestand früher eine Kapellengemeinde der evangelisch-lutherischen Kirchengemeinde Elliehausen. Sie wurde mit dem 1. Juli 1974 aufgehoben und ihre Gemeindeglieder in die evangelisch-lutherische Kirchengemeinde Hetjershausen eingegliedert. Von den Einwohnern Knutbührens waren im Jahr 2013 67,9 Prozent evangelisch und 5,7 Prozent katholisch.

## Kultur und Sehenswürdigkeiten
- In der unmittelbaren Umgebung Knutbührens haben sich im Wald mehrere Hügelgräber teilweise noch gut sichtbar erhalten.
- Als Naturdenkmale sind im Ort der Thie Knutbühren (seit 2. Oktober 1980) und eine Eiche auf einem Grundstück östlich der Lindenallee (seit 2. Januar 1983) ausgewiesen.[12]

### Katharinenkapelle
Die evangelische Katharinenkapelle im alten Dorfkern steht weit zurückgesetzt von der Hauptstraße an einer Sackgasse namens „Klostergasse“, deren erst 1973 getroffene Bezeichnung auf ein mittelalterliches Kloster hindeutet, das allerdings weder historisch noch baulich nachweisbar ist. Ältestes und im Kern noch mittelalterliches Gebäudeteil ist der Westturm aus Bruchsteinmauerwerk, der angeblich ehemals ein Wehrturm war. Östlich schließt ein 1828 als Ersatzneubau errichteter Kapellen-Saal an, ebenfalls mit Bruchsteinmauern. Das Kirchenschiff ist für die Region ungewöhnlich früh in neugotischen Stilformen gestaltet, die sich außen in von Sandsteingewänden eingefassten Spitzbogen-Maßwerkfenstern und innen in einer neugotischen Ausstattung u. a. mit einer schlichten, hölzernen Kanzelaltarwand zeigen.